# Bentley Azure
Bentley Azure - повнорозмірний чотиримісний кабріолет англійської компанії Bentley Motors класу Gran Turismo.

## Перше покоління (1995-2003)

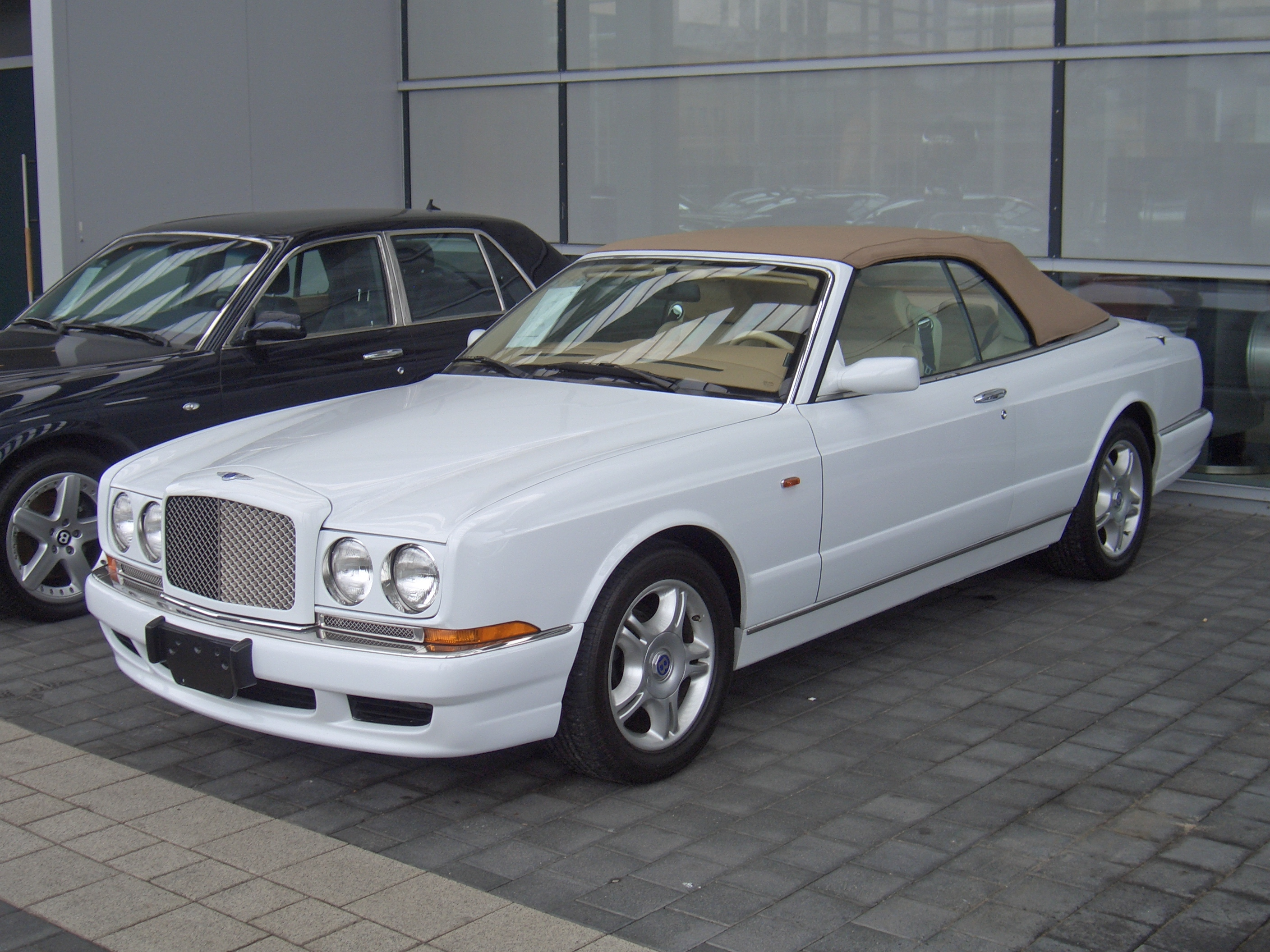
Bentley Azure

Bentley Azure був представлений в 1995 році. Автомобіль був зроблений на базі Continental R, забезпечений двигуном V8 з турбонаддувом, що видає близько 400 к.с. (в залежності від модифікацій), і 4-ступінчастою автоматичною коробкою передач від General Motors. Незважаючи на велику масу і погану аеродинаміку, Azure досить швидкий. Максимальна швидкість - 241 км/год, розгін до 100 км/год - 6.7 секунд.
Через обмежену робочу сили на основному заводі у Великій Британії, модель відкидного верху була розроблена компанією Pininfarina, що значно вплинуло на ціну автомобіля, який в результаті став дорожчим від Continental R на 36 000$. З 1999 року до кінця виробництва першого покоління автомобіль був доступний також в обробці компанії H. J. Mulliner & Co., Яка робила обробку автомобіля за спеціальними замовленнями і з додатковим обладнанням в залежності від смаків клієнта.

## Друге покоління (2006-2009)

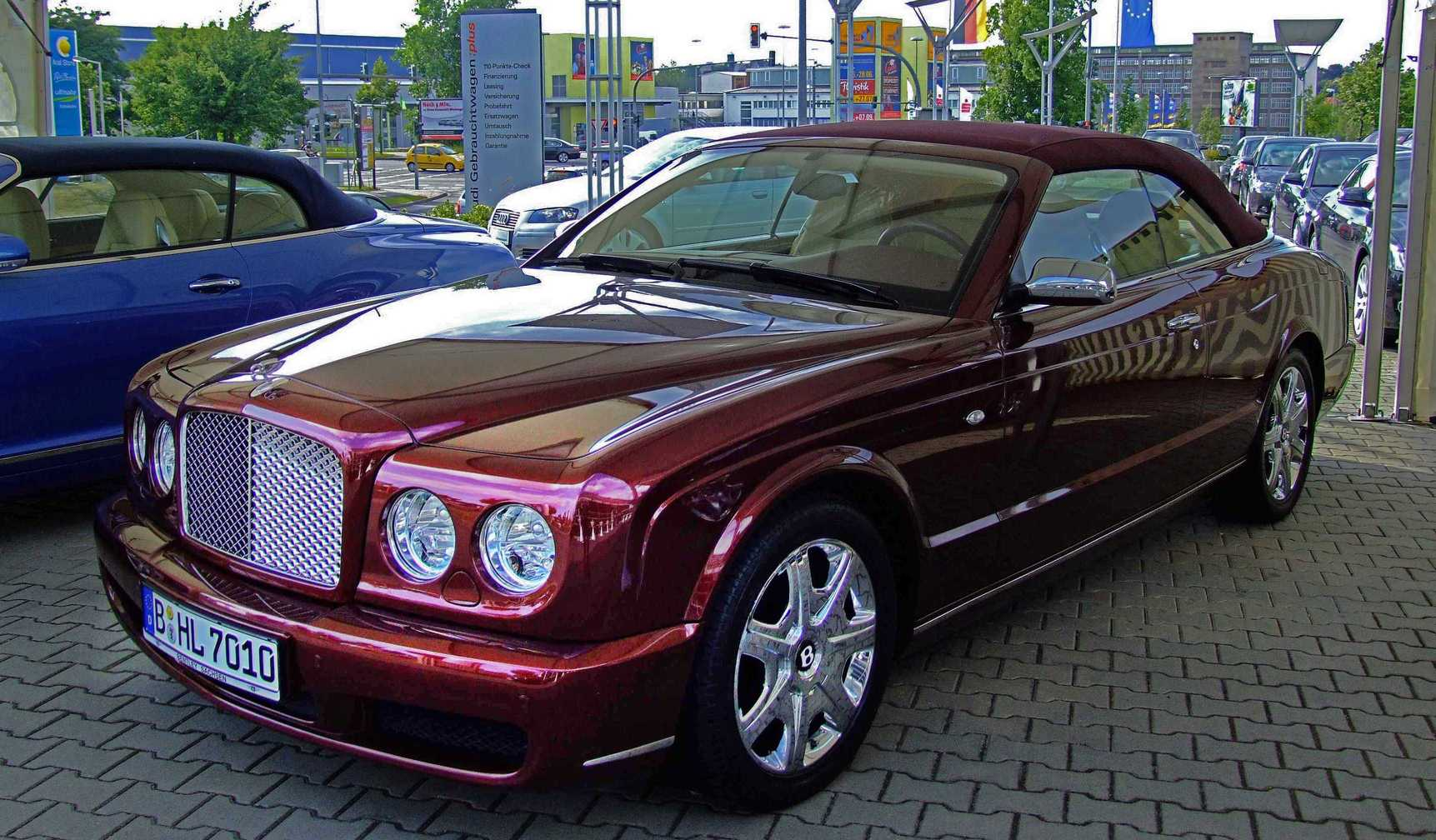
Bentley Azure II

Незабаром після того, як Bentley приєднався до концерну Volkswagen Group, виробництво Azure було на час припинено, нова модель з'явилася в 2006 році. Azure другого покоління зроблений на базі Arnage, оснащений V8 потужністю 450 к.с., з модернізованим подвійним турбокомпресором і 6-ступінчастою автоматичною коробкою передач. Автомобіль розганяється до 100 км/год за 5.6 секунд, максимальна швидкість - 270 км/год. Так як друге покоління Azure також має більшу масу, для нього це хороші характеристики.
Згідно з даними Департаменту енергетики США Azure є найменш економічним автомобілем у своєму класі: витрата палива в місті - 26 л/100 км, на трасі - 16 л/100 км.

### Bentley Azure T
Модифікація вийшла у світ в 2009 році, є покращеною версією Azure. Обсяг традиційного Bentley V8 цієї моделі становить 6761 см3, двигун видає 507 к.с. при 4200 об/хв і розганяється до сотні за 5.5 секунд. Автоматична коробка передач ZF має три режими: Drive, Sport і Manual, незалежна підвіска встановлена на подвійних поперечних важелях. Режими роботи підвіски і трансмісії не залежать один від одного. Автомобіль оснащений преміум-аудіосистемою Naim з картою пам'яті Secure Digital, має iPod / USB / 3.5 мм AUX інтерфейс, також має програму контролю тиску в шинах.